# Monarhia în Belgia
Belgia este o monarhie constituțională. Monarhul ereditar, actualmente Filip, este șeful statului și poartă titlul de Rege al Belgienilor (neerlandeză Koning der Belgen, franceză Roi des Belges, germană König der Belgier).

## Originile
În urma independenței Belgiei în 1830, Congresul Național al Belgiei a decis instaurarea unei monarhii constituționale ca formă de guvernământ. În februarie 1831 aceștia i-au propus tronul lui Ludovic, Duce de Nemours, fiul regelui francez Ludovic-Filip, dar acesta a refuzat din motive de politică internațională. În urma refuzului acestuia, Congresul l-a numit pe Erasme-Louis, Baron Surlet de Chokier Regent al Belgiei pe data de 25 februarie 1831, acesta devenind primul șef de stat al Belgiei independente. Pe data de 4 iunie, Leopold de Saxe-Coburg și Gotha a fost numit Rege al Belgienilor de către Congresul național. Acesta a depus jurământul constituțional pe data de 21 iulie 1831, zi care este celebrată ca Ziua Națională a Belgiei.

## Lista Regilor Belgienilor
Regii Belgienilor succesiv au fost:
| Date                                | Nume francez | Nume neerlandez | Legătura cu predecesorul | Ani de domnie |
| ----------------------------------- | ------------ | --------------- | ------------------------ | ------------- |
| 21 iulie 1831 10 decembrie 1865     | Léopold Ier  | Leopold I       |                          | 34 ani Domnie |
| 17 decembrie 1865 17 decembrie 1909 | Léopold II   | Leopold II      | fiu                      | 44 ani Domnie |
| 23 decembrie 1909 17 februarie 1934 | Albert Ier   | Albert I        | nepot                    | 25 ani Donnie |
| 23 februarie 1934 16 iulie 1951     | Léopold III  | Leopold III     | fiu                      | 17 ani Domnie |
| 17 iulie 1951 31 iulie 1993         | Baudouin I   | Boudewijn I     | fiu                      | 42 ani Domnie |
| 9 august 1993 21 iulie 2013         | Albert II    | Albert II       | frate mai mic            | 20 ani Domnie |
| 21 iulie 2013 prezent               | Philippe     | Filip           | fiu                      |               |

Regenți
- 25 februarie-21 iulie 1831: Erasme Louis Surlet de Chokier
- 20 septembrie 1944-20 iulie 1950: Prințul Charles, Conte de Flandra (fiul lui Albert I și frate mai mic al lui Leopold III)

## Titlu și nume
Titlul corect al monarhului belgian este Rege al Belgienilor și nu 'Rege al Belgiei'. Această formă a titlului dorește să indice o monarhie populară legată de poporul Belgiei, în timp ce prima în perioada obținerii independenței, era considerată o formă caracteristică monarhiilor absolutiste. În Belgia monarhii sunt totdeauna numiți în mod oficial nu un ordinal, chiar dacă sunt primii dintr-o serie. Astfel Regele Badouin a fost "Regele Badouin I" cu toate că încă nu a existat un al doilea rege cu același nume. 
Belgia are trei limbi oficiale, dintre care limba neerlandeză și limba franceză sunt cele mai importante. Astfel membrii familiei regale sunt cunoscuți după două nume: cel neerlandez și cel francez. De exemplu, cel de al 5-lea monarh era cunoscut sub numele Baudouin în franceză și Boudewijn în neerlandeză. În limba germană, cea de a treia limbă oficială, monarhii sunt în general numiți după numele francez.
Numele original al familiei Regale belgiene era de Saxe-Cobourg și Gotha, numele lui Leopold I. Datorită caracterului germanic puternic al acestuia, numele a fost schimbat la sfârșitul Primului război mondial în al Belgiei (neerlandeză van België, franceză de Belgique, germană von Belgien) datorită resentimentele populației față trupele germane ce au ocupat țara. Astfel, regele semnează toate documentele oficiale cu titlul al Belgienilor și toate documentele private cu numele al Belgiei. 

## Rol
Belgia este singura monarhie europeană în care regele nu urcă pe tron automat la decesul predecesorului acestuia. Noul monarh este obligat să depună un jurământ constituțional, prin care se angajează să respecte legile și să apere independența și integritatea teritorială a statului. 
Misiunile monarhiei sunt de ordin public și politic. Regele este simbolul unității țării și reprezintă statul în diverse funcții publice și întâlniri internaționale. Din punct de vedere politic, regele desemnează primul ministru și din punct de vedere constituțional reprezintă puterea executivă pe care în practică o deleagă guvernului. 
În momentul formării unui nou guvern, în principal în urma unor alegeri federale, procedura de formare a guvernului demarează prin numirea de către monarh a unui "Informator". Acesta îl informează pe monarh de rezultatul alegerilor și de partidele politice care sunt susceptibile de a forma o coaliție de guvernământ. Regele poate numii un alt informator sau poate numii un "formator" care are rolul de a forma coaliția de guvernământ și un program de guvernare. În general formatorul este persoana cea mai susceptibilă de a deveni prim ministru. 
Monarhul are puterea să numească și să destituie miniștrii, este responsabil de aplicarea legilor, poate propune legi parlamentului și poate conduec relațiile internaționale. În calitate de șef al statului, regele sancționează și pormulgă legile votate de Parlament. Totuși, conform constituției Regele nu poate să acționeze singur, acesta având nevoie de co-semnătura ministrului de resort în deciziile pe care le ia, ministru care astfel își asumă răspunderea politică a acțiunilor. Aceasta înseamnă că în practiă puterea executivă este exersată de guvernul federal care răspunde în fața Parlamentului. 
Monarhul are întrevederi regulate cu premierul, membrii guvernului ai parlamentului și cu liderii politici importanți. În aceste pintâlniri monarhul are dreptul să fie informat de deciziile guvernului, poate oferii sfaturi și are dreptul să atenționeze interlocutorii asupra problemelor pe care acesta le consideră importante. Toate întâlnirile sunt organizate de Cabinetul Politic Personal al monarhului, cabinet ce face parte din Casa Regală. 
Monarhul este Comandantul Forțelor Armate Belgiene și numește ofițeri superiori. Acesta îi numește la cererea Ministerului Apărării. Pentru a-l ajuta în cadrul îndatoririlor militare, Regele dispune de un Cabinet Militar în cadrul instituției Casei Regale. 
Orice cetățean belgian se poate adresa regelui, acesta având un departament de petiții în cadrul Casei Regale. 

## Membrii Familiei Regale
- Regele Filip al Belgiei (n 15 aprilie, 1960). S-a căsătorit la data de 4 decembrie 1999 cu Mathilde d'Udekem d'Acoz, care a devenit regina Matilda a Belgiei. Împreună au patru copii:
  - Prințesa Elisabeta a Belgiei, care va moșteni tronul după tatăl său.
  - Prințul Gabriel al Belgiei
  - Prințul Emmanuel al Belgiei
  - Prințesa Eléonore a Belgiei
- Prințesa Astrid a Belgiei (n. 5 iunie, 1962). Este soția Alteței sale Imperiale și Regale Arhiducele Lorenz de Austria-Este, Arhiduce de Austria, Duce de Modena, Prințul Regal de Ungaria și Boemia, cu care s-a căsătorit pe 22 septembrie 1984. Acesta a devenit Prinț al Belgiei în 1995. Împreună au cinci copii:
  - Prințul Amedeo, Arhiduce de Austria-Este
  - Prințesa Maria Laura, Arhiducesă de Austria-Este
  - Prințul Joachim, Arhiduce de Austria-Este
  - Prințesa Luisa Maria, Arhiducesă de Austria-Este
  - Prințesa Laetitia Maria, Arhiducesă de Austria-Este
- Prințul Laurent a Belgiei (n 19 octombrie, 1963). S-a căsătorit cu Claire Coombs, un fost agent imobiliar anglo-belgian, pe data de 12 aprilie, 2003. Aceasta a devenit Prințesa  Claire a Belgiei. Împreună au trei copii:
  - Prințesa Louise a Belgiei
  - Prințul Nicolas al Belgiei
  - Prințul Aymeric al Belgiei